# Johann Adolf Schroeder

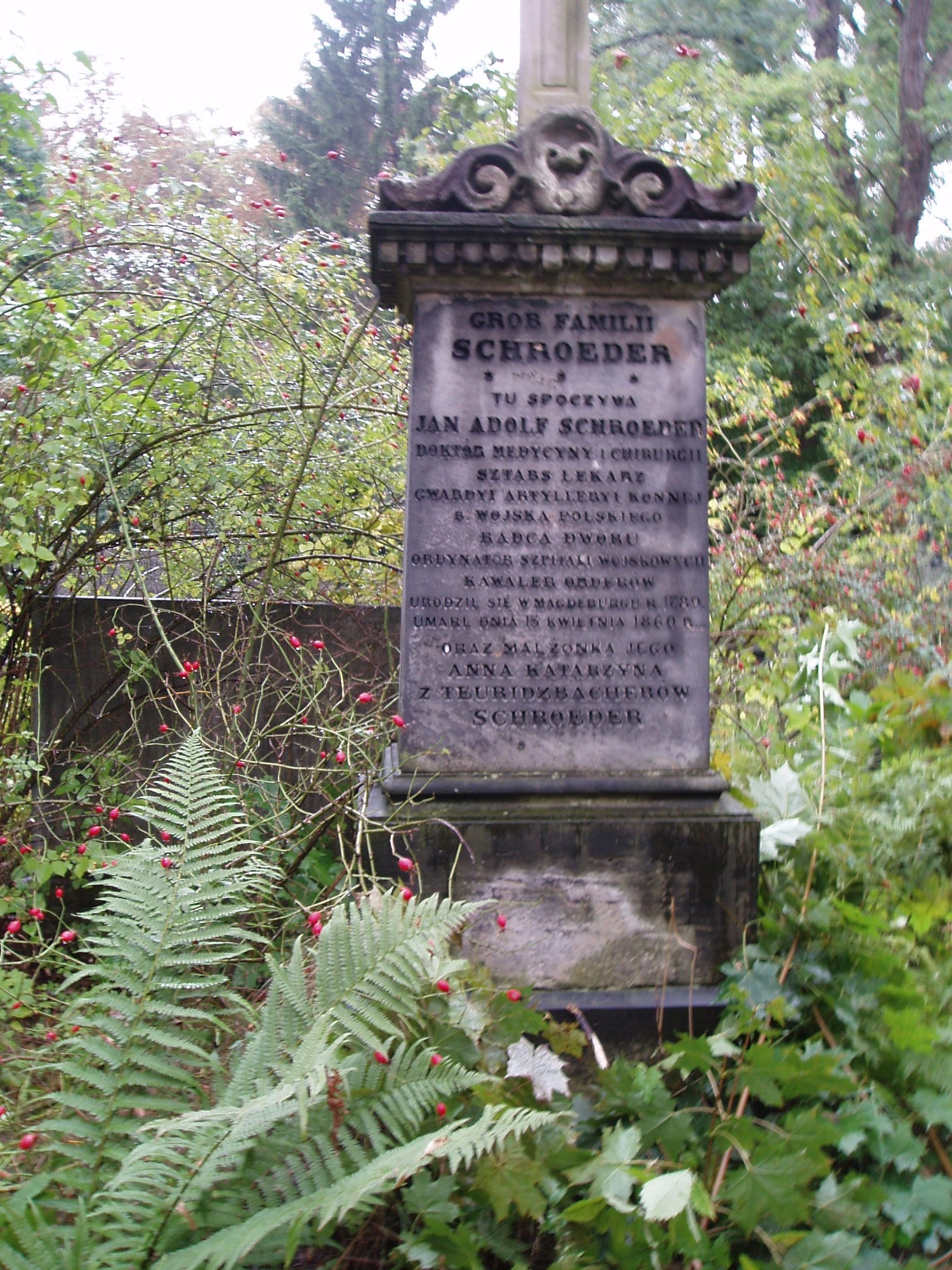
Nagrobek małż. Schroederów na cmentarzu ewangelickim w Warszawie

Johann Adolf Schroeder (w Polsce zwany Jan Adolf, ur. 17 lutego 1789 w Magdeburgu, zm. 13 kwietnia 1860 w Warszawie) – polski chirurg wojskowy narodowości niemieckiej, uczestnik wojen napoleońskich i powstania listopadowego, kawaler Orderu Virtuti Militari, ewangelik.

## Szkic biograficzny
Schroeder urodził się w pruskim Magdeburgu jako syn Johanna i Kathariny. W młodym wieku uzyskał najprawdopodobniej kwalifikacje felczera w Niemczech, gdyż pojawiwszy się w Warszawie w roku 1809 wstąpił do wojska Księstwa Warszawskiego jako chirurg II klasy w pułku kirasjerów. W roku 1812 wziął udział w kampanii rosyjskiej Napoleona i został ranny, w związku z czym zapewne nie uczestniczył w kampaniach lat 1813 i 1814.
Po utworzeniu Królestwa Polskiego zaciągnął się w 1815 do jego armii jako lekarz batalionowy w II Baterii lekkiej artylerii konnej. W roku 1819, nie przerywając czynnej służby wojskowej, zapisał się na Wydział Medyczny Uniwersytetu Warszawskiego i uzyskał w 1822 stopień magistra chirurgii.
Po wybuchu powstania listopadowego wziął w nim udział jako lekarz sztabowy w pułku gwardyjskim artylerii konnej i w kwietniu 1831 roku został odznaczony Złotym Krzyżem Orderu Virtuti Militari. Po upadku powstania wyemigrował do rodzimych Prus, ale najwyraźniej nie mógł się tam zadomowić po tylu latach w Polsce, ponieważ już w 1832 powrócił do Warszawy, gdzie otworzył prywatną praktykę lekarską. W 1837 Rada Lekarska, zajmująca się uprawnieniami lekarskimi po rozwiązaniu Uniwersytetu Warszawskiego, nadała mu prawo wykonywania zawodu bez zdawania egzaminu ze względu na jego zasługi wojskowe.
Przed powstaniem listopadowym Schroeder był czynnym członkiem Narodowego Towarzystwa Patriotycznego i masonerii, gdzie działał w niemieckojęzycznej loży Halle der Beständigkeit (Świątynia Stałości).
Żonaty z Anną Katarzyną z Teuritzbacherów, potomstwa najwyraźniej nie miał lub źródła o nim milczą. Pochowany został na warszawskim cmentarzu ewangelickim (Al. 21 nr 37). Tuż obok znajdują się nagrobki innych Schroederów, warszawskich rzemieślników, być może bliskich krewnych doktora.